# Källinge
Källinge, även Källinge kvarn, är en by i norra delen av Torstuna socken i norra delen av Enköpings kommun, Uppland.
Byn ligger strax väster om Skattmansöån vid Skattmansöådalens nedre del. Byn består av enfamiljshus samt bondgårdar. Den är belägen vid länsväg C 558 och C 817.